# Diplolaemus darwinii
Diplolaemus darwinii är en ödleart som beskrevs av  Bell 1843. Diplolaemus darwinii ingår i släktet Diplolaemus och familjen Polychrotidae. IUCN kategoriserar arten globalt som livskraftig. Inga underarter finns listade i Catalogue of Life.